# Prosopocera flavomaculata
Prosopocera flavomaculata är en skalbaggsart som beskrevs av Stefan von Breuning 1950. Prosopocera flavomaculata ingår i släktet Prosopocera och familjen långhorningar.
Artens utbredningsområde är:
- Gabon.
- Nigeria.

Inga underarter finns listade i Catalogue of Life.